# Fritz Wepper
Fritz Wepper (17. srpna 1940 Mnichov – 25. března 2024) byl německý herec. Jeho nejznámější rolí je inspektor Harry Klein v seriálu Derrick (1974–1998). Wepper také ztvárnil role ve filmech Kabaret (1972) a Most (1959).

## Rodina
V roce 1979 se oženil s Angelou von Morgen. Žili v Mnichově a v roce 1981 se jim narodila dcera Sofie, která se později stala herečkou.

## Filmografie
- Most
- Kabaret